# Lucifer (televisieserie)
Lucifer is een Amerikaanse komische urban fantasy-serie ontwikkeld door Tom Kapinos die in première ging op Fox op 25 januari 2016 en waarvan het laatste deel op 10 september 2021 op Netflix verscheen. Het is gebaseerd op het DC Comics-personage gemaakt door Neil Gaiman, Sam Kieth en Mike Dringenberg uit de stripboekenreeks The Sandman, die later de hoofdpersoon werd van een spin-off stripreeks, beide gepubliceerd door DC Comics' Vertigo Imprint.
Het verhaal gaat voornamelijk over Lucifer Morningstar (Tom Ellis), de duivel. Hij verveelt zich en is ongelukkig als de Heer van de Hel en ruilt zijn troon voor de nachtclub "Lux" in Los Angeles. Hij raakt betrokken bij een moordzaak met rechercheur Chloe Decker (Lauren German) en wordt consultant bij de Los Angeles Police Department. Andere rollen worden vertolkt door Kevin Alejandro (detective Daniel "Dan" Espinoza), D.B. Woodside (Amenadiel), Lesley-Ann Brandt (Mazikeen) en Rachael Harris (dr. Linda Martin).
De serie werd opgenomen in Vancouver (Brits-Columbia) maar voor het derde seizoen verplaatst naar Los Angeles. Het eerste seizoen kreeg gemengde beoordelingen, maar het tweede en derde werden beter ontvangen. Lof was gericht op de prestaties van Ellis en de stijl van humor. Ondanks het aanvankelijk hoge kijkerspubliek voor zijn debuut, bleven de ratings constant laag tijdens de serie 'run on Fox'. Op 11 mei 2018 heeft Fox Lucifer na drie seizoenen geannuleerd. Een maand later pakte Netflix de serie op voor een vierde seizoen van tien afleveringen, dat op 8 mei 2019 verscheen. Op 7 juni 2019 kondigde Netflix het 5de seizoen. 23 juni 2020 werd het 6de en tevens laatste seizoen aangekondigd.

## Personages en acteurs
- Tom Ellis als Lucifer Morningstar: The Lord of Hell.[3]
- Lauren German als rechercheur Chloe Decker: net als haar overleden vader is ze een LAPD- detective voor moordzaken. Ze lost misdaden met Lucifer op nadat hij een interesse in haar heeft zodra ze immuun blijkt te zijn voor zijn capaciteiten.[4]
- Kevin Alejandro als detective Daniel "Dan" Espinoza: een detective bij de LAPD en Chloe's ex-man, bijnaam: "Detective Douche".[5]
- D.B. Woodside als Amenadiel: een engel, de oudere broer van Lucifer, en de oudste van al hun broers en zussen. Hij arriveert in Los Angeles om Lucifer aan te moedigen om terug te gaan naar de hel, en bij het falen probeert hij Lucifer op verschillende manieren terug te dringen.[6]
- Lesley-Ann Brandt als Mazikeen: vertrouweling en toegewijde bondgenoot van Lucifer Morningstar, kortweg 'Maze'. Ze is een demon die, nadat zij als zijn hoofdfolteraar had gediend, hem van de hel naar Los Angeles volgde en optrad als een barman en bodyguard in de club van Lucifer. In het tweede seizoen zoekt Maze naar een nieuwe richting op aarde en wordt een premiejager.[7][8]
- Scarlett Estevez als Beatrice "Trixie" Espinoza: Chloe en Dans negen jaar oude dochter, die bevriend raakt met Lucifer en Mazikeen.[9]
- Rachael Harris als dr. Linda Martin: Lucifers door Stanford opgeleide psychotherapeut, die aanvankelijk "betalingen" van hem accepteert in de vorm van seks.[6]
- Kevin Rankin als detective Malcolm Graham: een politieagent die werd neergeschoten voorafgaand aan het begin van de serie. Hij stierf kort maar werd vervolgens door Amenadiel uit de hel teruggebracht om Lucifer te vermoorden (seizoen 1)[10]
- Tricia Helfer als Charlotte Richards / "Mum": de moeder van Lucifer en Amenadiel en verbannen echtgenote van God, die uit haar gevangenis in de hel is ontsnapt. Ze wordt beschreven als "de godin van de hele schepping". Op Aarde neemt haar ziel het lichaam in van Charlotte Richards, een vermoorde advocaat. Nadat ze het universum verlaat aan het einde van het tweede seizoen, herrijst de menselijke Charlotte (seizoenen 2-3).[11]
- Aimee Garcia als Ella Lopez: een forensisch wetenschapper voor de LAPD (seizoen 2-heden)[12]
- Tom Welling als luitenant Marcus Pierce / Cain: een zeer gerespecteerde politie-luitenant die toeziet op het werk van Chloe, Dan en Ella op de LAPD. Hij wordt geopenbaard als de onsterfelijke Kaïn, 's werelds eerste moordenaar, die veroordeeld is om voor altijd over de aarde te zwerven (seizoen 3).[13]
- Inbar Lavi als Eve (seizoen 4; gastseizoen 5; terugkerend seizoen 6): 's werelds eerste vrouwelijke mens die onlangs de hemel verliet, Kaïns moeder en voormalige minnaar van Lucifer. Ze wordt uiteindelijk een premiejager en trouwt met Maze.
- Brianna Hildebrand als Aurora, ook bekend als Rory (seizoen 6): Een half-mens-half-engel die opduikt in de hel en vervolgens op aarde op zoek naar wraak op Lucifer. Ze duikt onder naar de aarde met Dan's ziel in een poging om te leren hoe Lucifer te doden. Ze wordt later geopenbaard aan Chloe's en Lucifer's dochter uit de toekomst, die woedend is op Lucifer voor zijn schijnbare verlating van haar voordat ze zelfs maar geboren was. Ze heeft bladen in plaats van veren in haar vleugels die Lucifer pijn kunnen doen.

## Afleveringen
In april 2016 vernieuwde Fox de serie voor een tweede seizoen, dat op 19 september 2016 in première ging. Op 31 oktober 2016 ontving de serie een volledige pick-up van 22 afleveringen door Fox. Op 13 februari 2017 vernieuwde Fox de serie voor een derde seizoen in eerste instantie van 22 afleveringen, die op 2 oktober 2017 in première ging. In maart 2017 werd echter onthuld dat de laatste vier afleveringen van het tweede seizoen zouden worden verwijderd en in het derde seizoen zouden worden uitgezonden, wat betekent dat het tweede seizoen uit 18 afleveringen zou bestaan en het derde seizoen uit 26. Op 22 januari 2018 gaf schrijver Chris Rafferty aan dat het derde seizoen in plaats daarvan 24 afleveringen zou bevatten.
Op 11 mei 2018 annuleerde Fox de reeks na drie seizoenen, waarin stond dat het een "op ratings gebaseerde beslissing" was. Vóór de annulering van de serie verklaarde co-showrunner Ildy Modrovich dat de laatste twee geproduceerde afleveringen zouden worden verplaatst naar een mogelijk vierde seizoen. In plaats daarvan zond Fox beide afleveringen op 28 mei 2018 uit als een enkelvoudige bonusperiode van twee uur.
Op 15 juni 2018 werd aangekondigd dat Netflix de serie had opgepakt voor een vierde seizoen van tien afleveringen, die in 2019 zal worden uitgebracht.
Tom Ellis heeft als Lucifer een cameo in de Arrowverse crossover van 2019 (Crisis on Infinite Earths) van The CW.